# Ziyaret (Midyat)

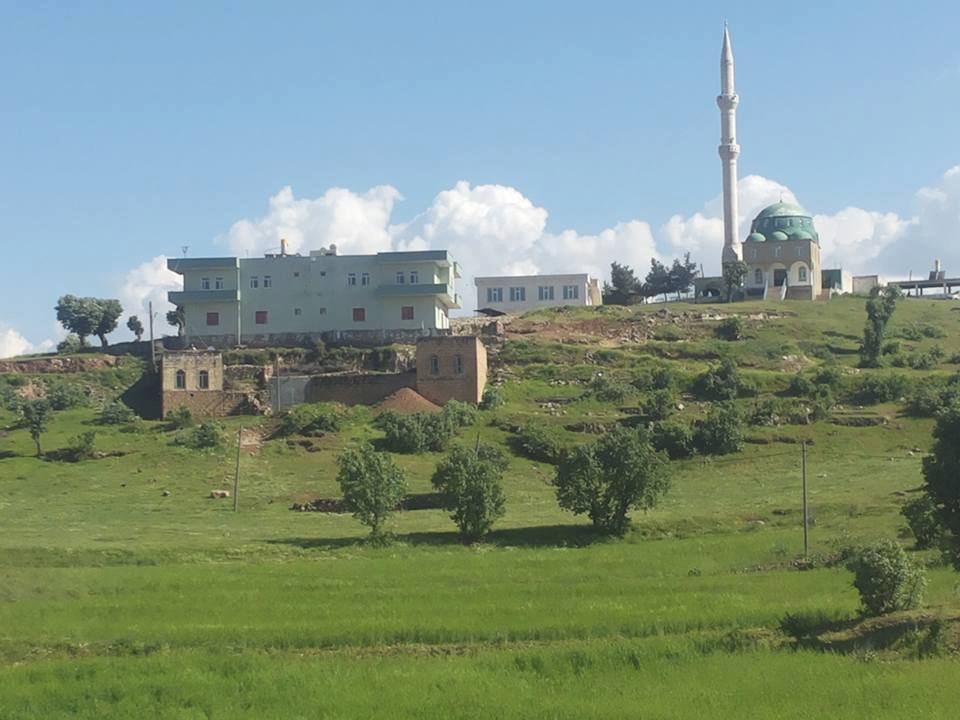
Ziyaret

Ziyaret ist ein Dorf im Landkreis Midyat der türkischen Provinz Mardin. Ziyaret liegt etwa 39 km nordöstlich der Provinzhauptstadt Mardin und 28 km westlich von Midyat. Ziyaret hatte laut der letzten Volkszählung 198 Einwohner (Stand Ende Dezember 2009).